# نبرد پادشاهان
نبرد پادشاهان (به انگلیسی: A Clash of Kings) دومین رمان از سری رمان‌های ترانه یخ و آتش در سبک خیال‌پردازی حماسی اثر جرج آر. آر. مارتین است. این مجموعه رمان گفته می‌شود که در هفت کتاب منتشر خواهد شد. این کتاب در ۱۶ نوامبر ۱۹۹۸ در بریتانیا منتشر شد، هر چند انتشار آن در آمریکا تا مارس ۱۹۹۹ اتفاق نیفتاد این کتاب همچون کتاب پیشین این مجموعه، بازی تخت و تاج برنده جایزه لوکاس در سال ۱۹۹۹ برای بهترین رمان و نامزد جایزه نبولا در همان سال برای بهترین رمان شد.
این رمان توسط شبکه اچ‌بی‌او در فصل دوم مجموعه تلویزیونی بازی تاج و تخت به تصویر در آمد. 